# Lupara (broń)

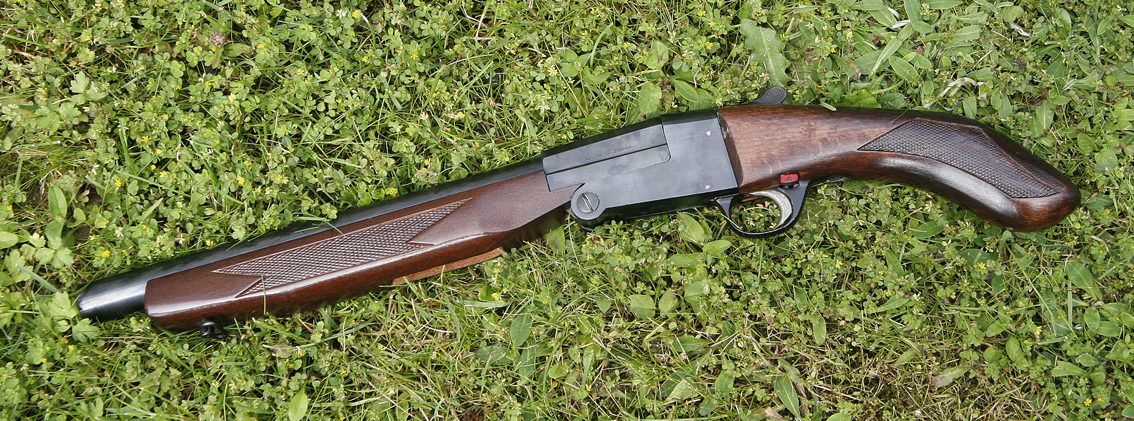
Lupara

Lupara – rodzaj krótkiej, dwulufowej strzelby (obrzyna), ładowanej odtylcowo metodą tak zwanego łamania lufy, tradycyjnie kojarzonej z mafią ze względu na wykorzystywanie jej w wendetach, obronie i polowaniach.

## Terminologia
Włoskie słowo lupara oznacza dosłownie „dla wilka”, co odzwierciedla jej tradycyjne zastosowanie w polowaniu na wilki. Słowo to zyskało szersze uznanie dzięki bestsellerowej powieści Ojciec chrzestny autorstwa Maria Puzo, w której lupara jest szeroko wykorzystywana przez mafię na Sycylii, w tym ochroniarzy Michaela Corleone, Calo i Fabrizio.
Od słowa lupara pochodzi włoskie wyrażenie lupara bianca (biała lupara), termin używany szczególnie przez dziennikarzy w odniesieniu do zabójstwa w stylu mafijnym, podczas którego ciało ofiary jest celowo masakrowane lub ukrywane.

## Antywłoskie zamieszki
Wczesnym przykładem przestępczego użycia lupary w Stanach Zjednoczonych było zabójstwo szefa policji w Nowym Orleanie Davida Hennessy’ego w październiku 1890 roku. Po zastrzeleniu Hennessy’ego w zasadzce, w miejscu morderstwa znaleziono cztery lupary. Morderstwo zapoczątkowało rywalizację pomiędzy gangami dokerów sycylijskiej firmy produkującej owoce, których kontrakty nie podlegały auspicjom lokalnego związku dokerów. Po morderstwie wystawiono stos przepiłowanych strzelb, w tym domowej roboty pistolet ze składaną żelazną kolbą i drugi z hakiem na kolbie, który opierał się o ramię podczas strzelania z jednej ręki. Antywłoska prowokacja, która nastąpiła po nieudanym ściganiu grupy podejrzanych mężczyzn, zakończyła się atakiem tłumu na więzienie w Nowym Orleanie i późniejszym zlinczowaniem jedenastu włoskich więźniów.